# Patrocinio de Biedma y la Moneda
Patrocinio de Biedma i la Moneda (Begíjar, Jaén, 13 de març de 1848 - Cadis, 14 de setembre de 1927) va ser una escriptora i articulista espanyola.

## Biografia

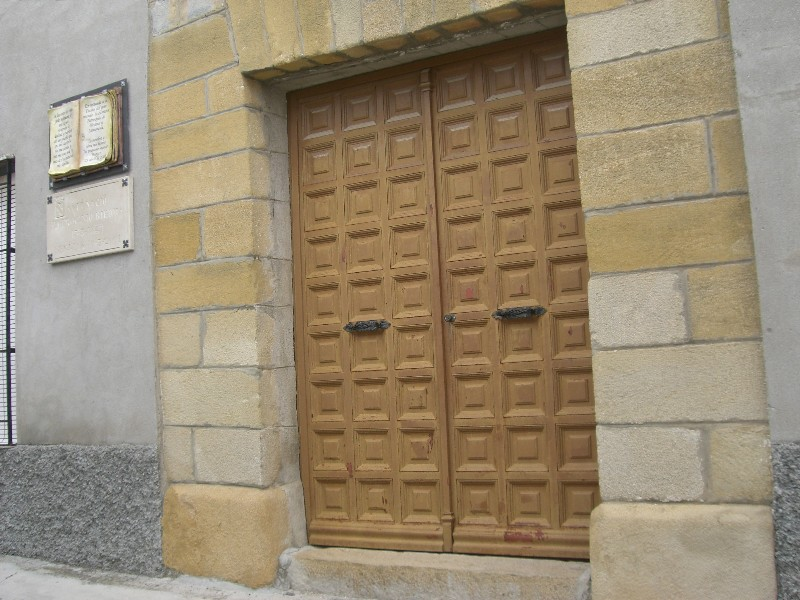
Casa natal de l'escriptora en Begíjar.

Va néixer en el si d'una família de l'aristocràcia andalusa en Begíjar (Jaén), el 13 de març de 1845. Era filla de Diego José de Biedma i Marín i Isabel María de la Moneda i Riofrío.
Es va casar molt jove, en 1863, amb José María de Quadros i Arellano, natural de Baeza i fill del marquès de San Miguel de la Vega. Va quedar vídua el 9 de febrer de 1873 i va veure també morir als tres fills del seu matrimoni. La mort del primer la va impulsar a escriure Elegías a la memoria del niño Don José María del Olvido Quadros de Biedma, muerto a los seis años de edad (1874); La oración a mi hijo José del Olvido; i Ecos de amor. A mi hijo José del Olvido, publicades en La Margarita (1874, desembre).
En 1877, acompanyada de la seva amiga, la princesa Rattazzi, es va instal·lar a Cadis. En aquesta ciutat va fundar i va dirigir la revista Cádiz. Col·laboradors del diari van ser entre altres José Jurado de la Parra, dramaturg i poeta baezano, i Enrique de Sierra Valenzuela, escriptor romàntic, periodista i advocat de la localitat d'Almeria d'Adra.
En 1878 va fundar i va presidir una Federació Literària d'Andalusia que animava el desolador panorama cultural andalús de l'època de la qual van ser membres varis dels col·laboradors del diari Cádiz. L'11 de setembre de 1881 va morir la seva mare en Begíjar.
Es va casar de nou amb José Rodríguez i Rodríguez, director de la Crónica Gaditana i arxiver cap de la Diputació. Van ser apadrinats per Alfonso XII. En 1888 va prendre part al Congrés de Protecció de la Infància celebrat a la seva ciutat. En honor dels seus treballs en pro de la infància va ser distingida amb la Creu de l'Ordre Civil de la Beneficència de Primera Classe. En 1897 va organitzar en l'Ateneu de Cadis una vetllada en memòria de Concepción Arenal, escriptora, jurista, sociòloga i pedagoga i va sol·licitar a l'Ajuntament que es posés el nom de Concepción Arenal al "carrer de la presó", la qual cosa es va dur a terme per l'Ajuntament, a proposta de l'Ateneu.
Molt conscienciada amb el pacifisme va militar, i en 1898 va ser nomenada vicepresidenta a Espanya de la «Ligue des femmes pour le desarmement international» (Lliga de les Dones per al Desarmament Internacional)
Va conèixer l'obra que desenvolupaven les primeres dones en activitats poc usuals en aquella època, per exemple al món de les arts o de les ciències, i va informar sobre això en dos articles seus publicats en El Correo de la Moda: «Las mujeres artistas» (1882-febrer) i «Las mujeres doctoras» (1882-octubre), dedicat a la primera doctora espanyola, Marina Castells. Va ser la primera dona "Soci de Mèrit" de la Reial Societat Econòmica d'Amics de País de la Ciutat i Regne de Jaén. No va defensar el sufragi femení doncs en la seva opinió el vot femení es decidiria «pel capritx del pare, l'amic o el marit», i no pel mateix criteri de la dona.
El 10 de juny de 1914 va morir el seu segon espòs. Patrocini va morir a Cadis el 14 de setembre de 1927. En Begíjar porta el seu nom el carrer en la qual va néixer i on encara es conserva la seva casa natal.
Va col·laborar en nombroses publicacions signant com «Ticiano Imab», entre altres en El Ángel del Hogar, La Discusión, La Margarita, El Amigo de las Damas, Los Niños, La Mesa Revuelta, El Bazar, La Crítica, El Correo de la Moda, La Iberia, El Eco de Europa, Revista de Andalucía, Flores y Perlas, La Época (Madrid), La Ilustración Católica, El Museo Popular,, La Correspondencia de España, El Imperial, El Resumen, Blanco y Negro, El Álbum Ibero-Americano, Revista Católica de Cuestiones Sociales, Galería de desgraciados, de Madrid; El Mundo Ilustrado, La Ilustración de la Mujer,  La Ilustración Ibérica de Barcelona; El Fígaro. Almanaque... per  1880 de Málaga; El Español, El Renacimiento de Sevilla.

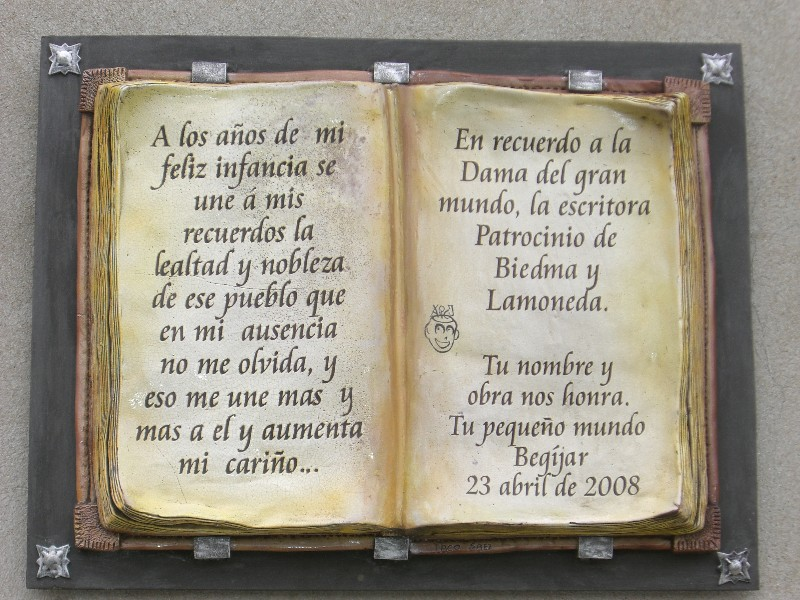
Placa reconeixement a l'escriptora.

La seva col·laboració amb les publicacions de la seva ciutat és molt nombrosa: El Álbum del Industrial de Jaén amb 28 poemes, poéticos a la Virgen de la Capilla (1866-72), El cero de Jaén (1867-68), La Fe Católica de Jaén (1869-70). Va haver de tenir certa implicació en la vida ciutadana, ja que va publicar també en el Boletín del Instituto de Segunda Enseñanza de Baeza. A destacar les seves col·laboracions en la premsa de Cádiz, La Moda Elegante, El Cocinero 1897, Revista Teatral,1898. Colombia, 1917, i, molt particularment, a Cádiz, en la qual s'expliquen més de cent articles (1877-80). Va traduir del català la tragèdia La sombra de César de Víctor Balaguer en versos castellans. Aquesta traducció es pot llegir en Víctor Balaguer, Tragedias, Barcelona, 1891.

## Obra

### Costumbrismo
- Cadenas del corazón. (Madrid, A. Pérez Dubrull, 1872)
- El odio de una mujer. (Madrid, Libr. de Antonio Castilla, 1876)

### Novel·la
- El secreto de un crimen (València: Católica, 1877)
- El testamento de un filósofo (Cadis: La Mercantil de J. Rodríguez, 1879)
- Las almas gemelas (Cadis: La Mercantil de J. Rodríguez, 1881)
- La botella azul (Cadis: La Mercantil de J. Rodríguez, 1881)
- Blanca (Cadis: La Mercantil de J. Rodríguez, 1882)
- El capricho de un lord (Cadis: La Mercantil de J. Rodríguez, 1882)
- La muerta y la viva (Cadis: La Mercantil de J. Rodríguez, 1883)
- Dos hermanas. (Cadis: La Mercantil de J. Rodríguez, 1884)
- Las apariencias. (Cadis: La Mercantil de J. Rodríguez, 1884)
- La boda de la niña. (Cadis: La Mercantil de J. Rodríguez, 1885)
- La Marquesita. (Cadis: La Mercantil de J. Rodríguez, 1892)

## Poesia
- Guirnalda de pensamientos (Barcelona: Luis Tasso y Serra, 1872)
- Recuerdos de un ángel. Madrid: Memorial de Ingenieros, 1874
- El héroe de Santa Engracia. Poema histórico (Madrid: Memorial de Ingenieros, 1874)
- Romances y Poesías (Biblioteca Escogida, Vol. IV, Cadis, Tipografía La Mercantil, 1881, pp. 190–192) 21.
- El mejor castigo. Leyenda dramática en tres actos y en verso (Cadis: La Mercantil de J. Rodríguez, 1884).

### Articles
Entre els seus nombrosos articles publicats hi ha molts dedicats a la dona: «La política de las mujeres» (núm. 21) i «La dona catòlica» (núm. 29) en La margarita; «Poesías dedicadas a las hijas de Teodoro Guerrero: María, Emma y Lidia Guerrero», en El Correo de la Moda (1875, maig); «A Isabelita Ratazzi», en Flores y Perlas (1883-juny) en La Época: «Doña Paz de Borbón» (1883-març), «Biografía de la princesa doña Eulalia de Borbón» (1886-gener), «Las mujeres en la exposición de París» (1888-juliol); «La mujer en la sociedad moderna», en El Resumen (1890-juny); «Liga de señoras católicas», en Revista Católica de Cuestiones Sociales (nº 151). Entre les obres col·lectives en les quals va col·laborar cal citar els articles publicats en Les dones espanyoles, americanes, lusitanas, dirigida per Concepción Jimeno de Flaquer: «La dama del gran mundo», «La madrileña», «La mujer de Jaén» i «La dama diplomática».

### Obres de l'autora no localitzades
- Tiempo perdido (1881) y les novel·les Desde Cádiz a La Habana i Fragmentos de un álbum